# Saving Abel
Saving Abel ist eine US-amerikanische Rockband, die 2004 in Corinth, Mississippi gegründet wurde.
Die Band spielt Hard Rock mit Einflüssen des Post-Grunge und des Southern Rock. Jason Null, einer der Gründer der Band sagte, dass der Bandname an eine Stelle aus der Geschichte Kain und Abel des alten Testaments angelehnt sei, die er gegoogelt habe. Dort sei ihm die Passage "...there was no saving Abel" sofort ins Auge gefallen.

## Geschichte
Die Band wurde 2004 von Jason Null und Jared Weeks in Corinth, Mississippi gegründet. Weeks übte bei einem Freund Gitarre spielen, als Null, der in einer lokalen Band spielte dort proben wollte. Gemeinsam fingen sie an, Songs zu schreiben.
Anfang 2005 wurde die Band von Skidd Mills nach Memphis eingeladen, um eine EP in seinem Studio zu produzieren. Durch den Erfolg der CD wurde das Label Virgin Records auf die Band aufmerksam und nahm sie 2008 unter Vertrag.
Kurz danach stießen Eric Taylor, Scott Bartlett und Blake Dixon zur Band. Die Band verteilte ihre Demos auf Konzerten bekannterer lokalen Bands um Werbung in eigener Sache zu betreiben. 2006 produzierte die Band ein Album unter ihrem eigenen kleinen Label. Durch Zufall kam eine Kopie ihrer Single Addicted zu Mark Hunter, einem Mitarbeiter des Labels Virgin und bat die Band, eine Kopie an das Label zu schicken. CEO Jason Flom schickte Kim Stephens nach Jackson, um sich ein Bild der Band machen zu können. Am 11. März veröffentlichte die Band ihr erstes Album unter Virgin Records. Bis zum Februar 2009 verkaufte sich das Album über 380.000 mal.
Anfang 2009 gab die Band dank Live Nation Konzerte mit Papa Roach, Nickelback und Hinder. Am 7. April 2009 erschien ihre EP 18 Days Tour. Die Band gab ihre erste Tour als Headliner mit Red, Pop Evil und Taddy Porter als Vorgruppen.
2008 erschien das erste Album der Band, das Saving Abel heißt. Es erreichte auf Anhieb den 49. Platz in den US-Charts und die Goldene Schallplatte.
Ein Jahr später folgte die EP 18 Days Tour. 2010 erschien das Album Miss America. Auch ihre bisher veröffentlichten Singles sind bisher erfolgreich in den USA angekommen. Ihre Single Addicted erreichte kurz nach der Veröffentlichung den 20. Platz der US-Single-Charts, den 44. Platz der kanadischen Charts und den 19. Platz in den australischen Charts sowie den Platin-Status.

## Diskografie

### Alben
| Jahr | Titel Musiklabel                                     | Höchstplatzierung, Gesamtwochen, AuszeichnungChartsChartplatzierungen (Jahr, Titel, Musiklabel, Platzierungen, Wochen, Auszeichnungen, Anmerkungen) | Anmerkungen                                               |
| Jahr | Titel Musiklabel                                     | US | Anmerkungen                                               |
| ---- | ---------------------------------------------------- | --- | --------------------------------------------------------- |
| 2008 | Saving Abel Virgin Records                           | US49 Platin · (72 Wo.)US | Erstveröffentlichung: 11. März 2008 Verkäufe: + 1.000.000 |
| 2010 | Miss America Virgin Records                          | US24 (10 Wo.)US | Erstveröffentlichung: 8. Juni 2010                        |
| 2012 | Bringing Down the Giant eOne Music                   | US74 (1 Wo.)US | Erstveröffentlichung: 17. Juli 2012                       |
| 2014 | Blood Stained Revolution Tennessippi Whiskey Records | — | Erstveröffentlichung: 11. November 2014                   |

### EPs
- 2009: 18 Days Tour
- 2013: Crackin' the Safe

### Singles
| Jahr | Titel Album          | Höchstplatzierung, Gesamtwochen, AuszeichnungChartsChartplatzierungen (Jahr, Titel, Album, Platzierungen, Wochen, Auszeichnungen, Anmerkungen) | Anmerkungen                                           |
| Jahr | Titel Album          | US | Anmerkungen                                           |
| ---- | -------------------- | --- | ----------------------------------------------------- |
| 2008 | Addicted Saving Abel | US20 Platin + Platin (Mastertone) · (34 Wo.)US                                                                                                 | Erstveröffentlichung: März 2008 Verkäufe: + 2.000.000 |

Weitere Singles
- 2008: 18 Days
- 2009: Drowning (Face Down)
- 2010: Stupid Girl (Only in Hollywood)
- 2010: The Sex Is Good
- 2011: Miss America
- 2012: Bringing Down the Giant
- 2013: Mystify
- 2014: Blood Stained Revolution
- 2014: Love Like Suicide
- 2015: 15 Minutes of Fame

## Auszeichnungen für Musikverkäufe
Anmerkung: Auszeichnungen in Ländern aus den Charttabellen bzw. Chartboxen sind in ebendiesen zu finden.
| Land/RegionAuszeichnungen für Musikverkäufe (Land/Region, Auszeichnungen, Verkäufe, Quellen) | Gold | Platin     | Verkäufe  | Quellen  |
| -------------------------------------------------------------------------------------------- | ---- | ---------- | --------- | -------- |
| Vereinigte Staaten (RIAA)                                                                    | —    | 3× Platin3 | 3.000.000 | riaa.com |
| Insgesamt                                                                                    | —    | 3× Platin3 |           |          |